# Chlorophytum pendulum
Chlorophytum pendulum là một loài thực vật có hoa trong họ Măng tây. Loài này được Nordal & Thulin mô tả khoa học đầu tiên năm 1993.